# Kompostownia

Przykładowy schemat technologiczny kompostowni na przykładzie zakładu w Lądku-Zdroju

Kompostownia – obiekt przemysłowy zajmujący się przeróbką odpadów z wykorzystaniem technologii kompostowania, w wyniku której powstaje kompost.
Odpadami są: odpady z gospodarstw rolnych i ogrodniczych, nieprodukcyjna roślinność (zadrzewienia, zakrzaczenia, zarośla), odpady przetwórstwa rolno-spożywczego, odpady przetwórstwa włókien naturalnych, zdyskwalifikowane surowce i produkty biologicznego pochodzenia, biologiczne odpady gromadzone selektywnie w miastach, osady z biologicznego oczyszczania ścieków oraz zieleni miejskiej, rekreacyjnej i przemysłowej.
Kompostowanie polega na częściowej humifikacji i mineralizacji biomasy skupionej w tym celu na powierzchni ziemi lub w pojemnikach, zwanych bioreaktorami. Wyprodukowany w kompostowni kompost, o równorzędnym z obornikiem działaniu nawozowym, może być stosowany do poprawy właściwości gleby, a także do utrzymania terenów zielonych i rekultywacji gruntów bezglebowych.
Zwykle w procesie technologicznym wykorzystuje się następujące urządzenia:
- wagę,
- sortownię,
- komory kompostowe,
- sita,
- prasę.